# Fajã Amaro da Cunha
Esta bela fajã situa-se na costa Norte da ilha de São Jorge e pertence à freguesia dos Rosais
Encontra-se para além da Fajã do Boi e pertence ao Concelho de Velas.
Nesta fajã existem algumas pequenas casas para onde as pessoas antigamente iam aquando do cultivo das terras, e para pescar, permanecendo lá geralmente por poucos dias.